# Buchse

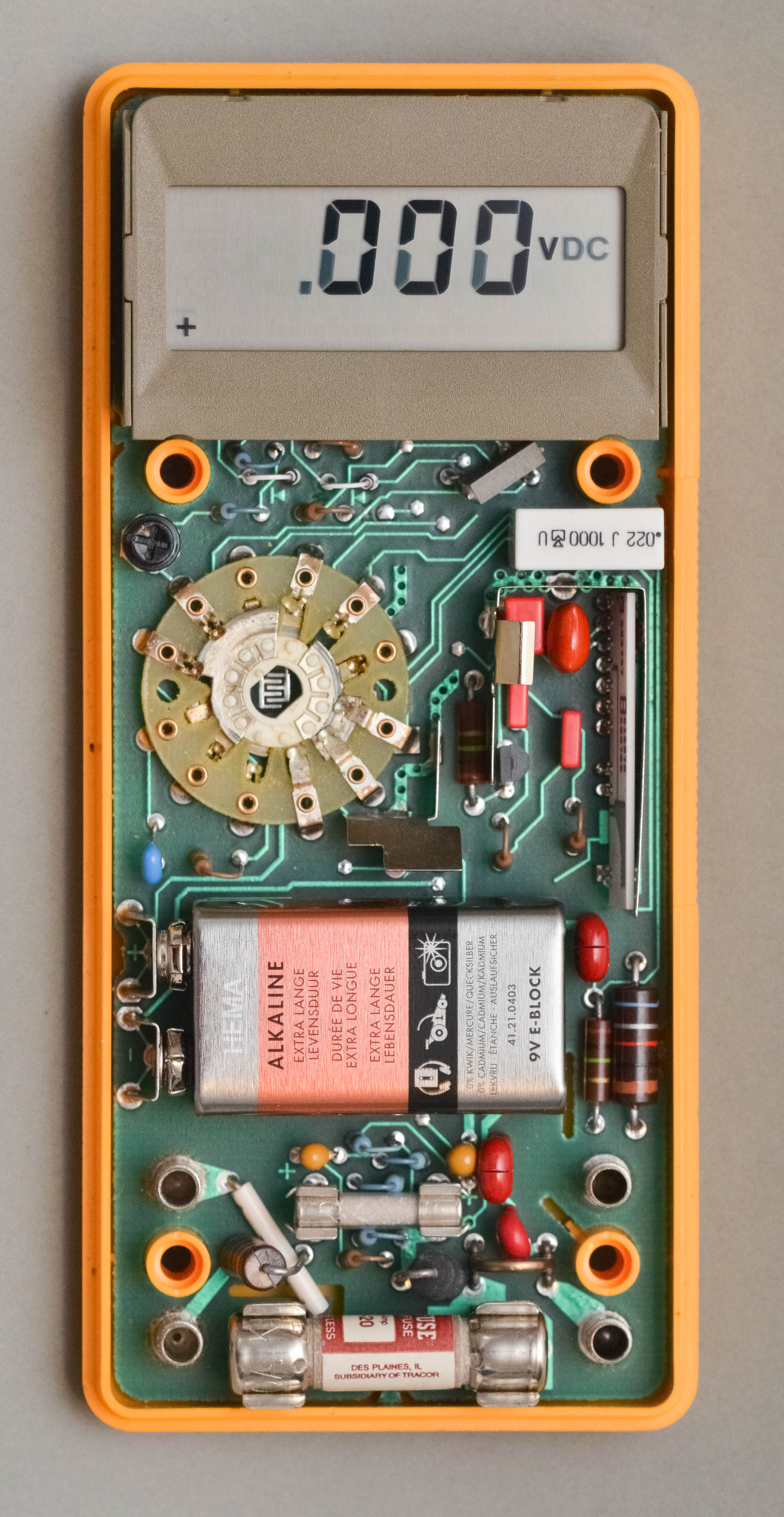
Geöffnetes Multimeter mit vier Buchsen unterhalb seiner Batterie

Eine Buchse ist ein Hohlzylinder zur Lagerung oder Führung runder Bauteile des Maschinenbaus oder zur Kontaktierung in der Elektrotechnik.

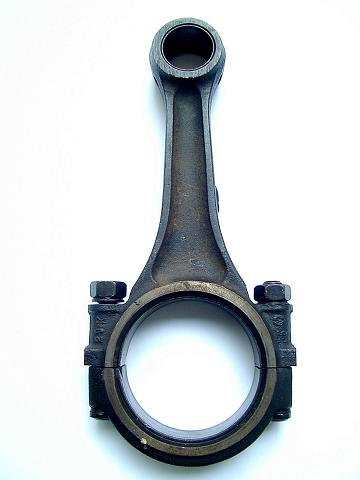
Pleuel mit dünnwandiger Buchse zur Aufnahme des Kolbenbolzens

## Elektrotechnik
In der Elektrotechnik ist die Buchse eine Form eines äußeren Kontakts einer einpoligen Steckverbindung, in den der innere Kontakt geschoben wird. 
Mehrpolige Steckverbinder sind entweder Steckdosen, Gerätestecker oder Stecker. Frühere „Kupplungen“ heißen nun „ortsveränderliche Steckdosen“.
Die Buchse einer Steckverbindung wird auch als weiblich oder mit F von englisch female bezeichnet, der Stecker auch als männlich oder mit M von englisch male.

## Maschinenbau
Buchsen zur Verwendung als Gleitlager – ob von oder auf Achsen oder Wellen oder als Lineargleitlager – können aus Kupferlegierungen, Sintermetall, Kunstkohle, Duroplasten, Thermoplasten und Mehrschichtwerkstoffen bestehen.
Elastomerbuchsen werden zur Schwingungsisolierung eingesetzt, z. B. zur Lagerung von Getrieben.
Stopfbuchsen dienen der Abdichtung an Wellen- und Kolbenstangendurchführungen.
Bohrbuchsen führen Spiralbohrer (Wendelnutenbohrer) in Vorrichtungen und Werkzeugen.